# 蔡國忱
蔡國忱（1880年—？），号兴周，生于黑龙江省双城县西北凉水泉子（水泉乡），中华民国政治人物。

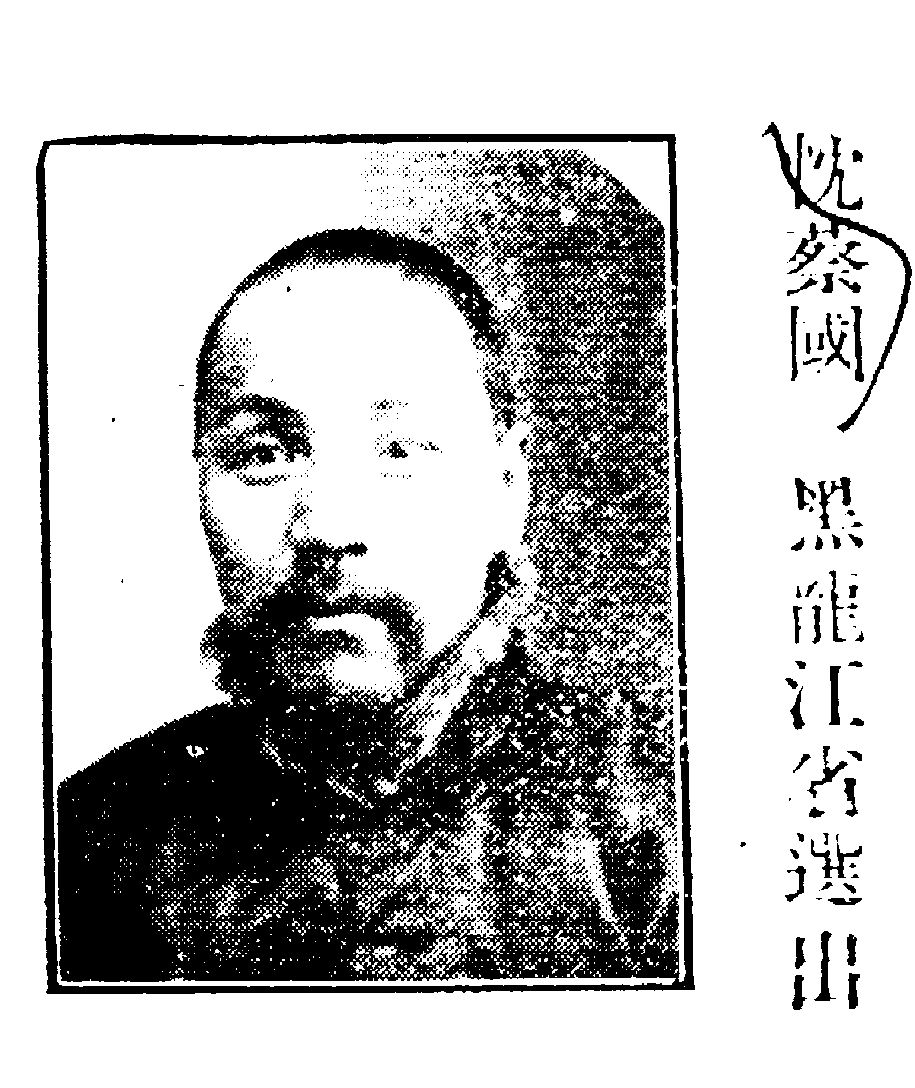

## 生平
1880年，生于双城县西北凉水泉子（水泉乡）。光绪三十一年（1905年），自双城中学毕业。宣统元年（1909年），自保定法政学堂毕业，报捐蓝翎府经历。历任呼兰县视学、海伦县中学校长、黑龙江省立中学教习。
民国元年（1912年），任黑龙江省议会参议员，中华民国第一届国会参议院议员。民国二年（1913年）国会解散后，在家读书。
民国五年（1916年）国会恢复，到北京继续任职。在对德宣战的宣言、宪法草案的制订上，多次提出意见并被采纳。民国六年（1917年），成为第二次中华民国临时参议院议员。民国七年（1918年），成为中华民国第二届国会参议员，任至1920年第二届国会解散。1920年，任督办赈务处咨议。1921年，任黑山县税务局局长。后来，历任总统府顾问、政治善后讨论会委员。

## 著作
十分喜爱书画，藏书十万多卷。的著作有《嗜古斋珍藏石书画记》、《嗜古斋杂录》。